# Memorial Cimurri 2006
Il Memorial Cimurri 2006, seconda edizione della corsa, si svolse il 7 marzo 2006, per un percorso totale di 199,5 km. Venne vinto dall'italiano Enrico Gasparotto che terminò la gara in 4h44'40".

## Percorso
Partenza dalla sede della Bioera, presso Cavriago, a cui seguì un breve circuito nel territorio comunale, da ripetersi tre volte. Il percorso continuò poi attraversando Quattro Castella, Montecavolo, il Cantone, Puianello, Botteghe e Albinea. Da qui iniziò un circuito di 29,2 km da ripetersi quattro volte (strada provinciale per Scandiano, Jano, salita dei Pavulli, Regnano, Cà Bertacchi). La gara proseguì verso Reggio Emilia (13,6 km), per iniziare un circuito cittadino (4,900 km) da percorrere quattro volte e che si concluse in piazza della Vittoria.

## Squadre e corridori partecipanti
| N.    | Cod. | Squadra                    |
| ----- | ---- | -------------------------- |
| 1-8   | NSM  | Naturino-Sapore di Mare    |
| 11-18 | LAM  | Lampre-Fondital            |
| 21-28 | LIQ  | Liquigas                   |
| 31-38 | SDV  | Saunier Duval-Prodir       |
| 41-48 | PAN  | Ceramiche Panaria-Navigare |
| 51-58 | ASA  | Acqua & Sapone             |
| 61-68 | LPR  | Team LPR                   |
| 71-78 | BAR  | Barloworld                 |
| 81-88 | TEN  | Tenax-Salmilano            |
| 91-98 | MIE  | Miche                      |

| N.      | Cod. | Squadra                          |
| ------- | ---- | -------------------------------- |
| 101-108 | CLM  | Selle Italia-Serr. Diquigiovanni |
| 111-118 | FLM  | Ceramica Flaminia                |
| 121-128 | AGC  | 3C Casalinghi Jet-Androni Gioc.  |
| 131-138 | TUC  | C.B. Immobiliare-Universal Caffè |
| 141-148 | AMO  | Amore & Vita-McDonald's          |
| 151-158 | ENC  | Team Endeka                      |
| 161-168 | HAD  | Hadimec                          |
| 171-178 | ODL  | OTC Doors-Lauretana              |
| 181-188 | ODM  | Omnibike Dynamo Moscow           |

## Ordine d'arrivo (Top 10)
| Pos. | Corridore           | Squadra      | Tempo    |
| ---- | ------------------- | ------------ | -------- |
| 1    | Enrico Gasparotto   | Liquigas     | 4h44'40" |
| 2    | Matteo Carrara      | Lampre       | s.t.     |
| 3    | Aleksandr Chatuncev | Omnibike     | s.t.     |
| 4    | Sergio Marinangeli  | Naturino     | s.t.     |
| 5    | Luca Mazzanti       | Panaria      | s.t.     |
| 6    | Giairo Ermeti       | Team LPR     | s.t.     |
| 7    | Simone Masciarelli  | Acqua & Sap. | s.t.     |
| 8    | Daniele Pietropolli | Tenax        | s.t.     |
| 9    | Paolo Bailetti      | 3C-Androni   | s.t.     |
| 10   | Manuele Spadi       | Panaria      | s.t.     |